# AKB48の歴史
AKB48の歴史（エーケービーフォーティーエイトのれきし）は、日本の女性アイドルグループ・AKB48の歴史について解説する。
簡略な歴史の解説は、AKB48のページの「略史」を参照。「メンバー構成の推移」、「センターポジションの推移」については「AKB48のグループ構成」の各節を参照。派生ユニットの歴史に関しては「AKB48グループの派生ユニット#略歴」を参照。

## 2005年
- 7月1日、公式ブログ、通称「トガブロ」を開設。当時のサブタイトルは「48劇場までの軌跡」であった[1]。
- 7月から9月、第1期メンバー募集[2]。
- 8月、総合プロデューサーの秋元康の主導で「秋葉原48プロジェクト」第1期生メンバー募集を開始[3][出典無効]。
- 9月28日、秋葉原48劇場をドン・キホーテ秋葉原店（ミナミビル）8階に設けることが発表された[4]。
- 10月18日、グループのロゴデザインが決定した[5]。
- 10月30日、東京都港区の芝浦スタジオで最終審査を開催[6]。全応募者7,924人のうち、書類審査で絞られた45人の中から、最終的に24人の合格者（倍率約330倍）が発表される[3]。
- 11月1日、12月1日の劇場オープンを告知する[7]。
- 11月3日、夏まゆみ指導による合格者のシアターレッスンが都内スタジオで開始され、約1か月間の集中特訓が行われる[3]。その後、11月23日から工事中の秋葉原48劇場ステージに場所を移す[8]。
- 11月28日、夏まゆみが「現状ではステージに出すレベルに達していない」と判断したため[9]、当初12月1日としていた劇場グランドオープン[10] の1週間延期を発表[11]。
- 12月7日、秋葉原48劇場において公開リハーサルを実施。1回目はマスコミ向け。2回目は一般向け[12]。
- 12月8日、劇場デビューの日[13]。秋葉原48劇場においてデビュー公演「PARTYが始まるよ」を実施。しかし入場者72人中、一般の観客は7人であった（65人が関係者）。開場当初は、毎週月曜日を劇場休演日としていた[14]。
- 12月10日、初の1日に3回（12時、16時、19時）公演を行う[15]。
- 12月16日、舞台装置の故障で休演となり、併設のカフェでサイン&握手会を行う[16]。
- 12月17日から1月3日の間、フジテレビのイベント『HOT☆FANTASY ODAIBA』でミニライブ実施。メンバーがビラ配りを行う[17][18]。
- 12月21日、AKB48劇場において公開PV撮影ライブが行われる[19]。
- 12月22日、高橋みなみと大島麻衣が初めてファンレターを受け取る[20]。
- 12月22日、公演終了後に併設のカフェで秋元康とファンとの懇談会が行われる[21]。
- 12月27日、劇場公演で「桜の花びらたち」のPVが公開される[22]。
- 12月29日、劇場公演でその日参加した一人のファンをMVPに認定するMVP制度が始まるが、認定基準をめぐって異論が噴出するなど不評のため1回で廃止になる[23]。
- 12月31日、NTTドコモ「FOMA」のテレビ電話のイメージキャラクターに抜擢される[24]。

## 2006年
- 1月3日、「桜の花びらたち」がTBS系列で放送された深夜ドラマ『ですよねぇ。』のエンディングテーマに決定する[25]。
- 1月6日、インディーズシングル『桜の花びらたち』がリリースされることが発表される[26]。
- 1月22日、劇場に併設されていた「48カフェ」の店員であった篠田麻里子がチームAのメンバーに抜擢される。メンバーが21人になる[27]。
- 1月30日 - 2月5日、『桜の花びらたち』を宣伝するラッピングバス2台が東京都内を走る[28]。
- 2月1日、初のCDシングル『桜の花びらたち』をインディーズレーベルAKSから発売。オリコンウィークリーチャート（以下オリコン）初登場10位。
- 2月1日、「桜の花びらたち」と「Dear my teacher」の2曲が第一興商DAMのカラオケにAKBの曲として初めて入る[29]。
- 2月4日、「PARTYが始まるよ」公演で初の満員御礼を記録[30]。
- 2月7日から劇場公演のチケットを求めての徹夜や行列によるトラブルを防ぐため[31]、それまで先着順であった劇場公演の入場に抽選制が導入された[32]。
- 2月10日に誕生日を迎えた増山加弥乃の誕生日を祝して劇場公演において初の生誕祭が行われた[33]。
- 2月11日、NTTドコモ「FOMA」による「テレビ電話でメンバーと話そう」キャンペーン開始[34]。
- 2月14日、サプライズイベント「バレンタイン・キッス」カバー&チョコ手渡し会が実施される[35]。
- 2月19日、第2期オーディション開始。業界初のテレビ電話オーディションを実施[36]。26日に19人の合格者発表、チームK誕生。
- 2月19日、サプライズイベント「ユニットシャッフル」が実施される[35]。
- 2月21日、同日発売の『週刊プレイボーイ』（集英社）第41巻第8号（No.10）2006年3月7日発行において、初めてAKB48メンバーのグラビアが掲載される（大島麻衣・浦野一美・渡辺志穂の3名）[37]。
- 2月26日、第2期メンバーオーディションの最終選考で19名が選ばれる[38]。
- 3月1日、初写真集『密着!「AKB48」〜写真集 Vol.1 the・デビュー』（講談社）発売[39]。
- 3月3日、サプライズイベント「ひなあられ手渡し会」が実施される[35]。
- 3月14日から15日、サプライズイベント「ホワイトデーイベント」が開催される[40]。当初は3月14日の1日のみの予定であったが好評であったために3月15日にも実施されることになった[41]。
- 3月21日、公演終了後のお見送り会で、つめかけたファンにより街灯が倒れる事件が発生する[42]。
- 3月28日、チームK発足に伴い2チーム体制になるため、毎週月曜日の休館日をとりやめ、毎週月・水・金・日曜日はチームAが、毎週火・木・土曜日はチームKが公演を行うと発表された[43]。
- 3月31日、宇佐美友紀が初の卒業生となり、この日行われたチームA 1st Stage「PARTYが始まるよ」公演の千秋楽が初の卒業公演となる[44]。
- 4月1日、チームK劇場初公演「PARTYが始まるよ」。初日は満員であったが、3日目には観客数が半減する。
- 4月2日、靖国神社で行われた「さくらまつり」に参加し、「桜の花びらたち」を披露する[45]。
- 4月8日、この日誕生日だった高橋みなみがチームK劇場公演にサプライズ出演する[46]。
- 4月15日、チームA 2nd公演「会いたかった」初日[47]。
- 4月29日 - 5月7日、フジテレビのイベント「お台場学園」のイメージソングに「スカート、ひらり」が選ばれ、ミニイベントなどを行う[48]。
- 5月4日、チームK公演が初日以来29公演ぶりに満員になる[49]。
- 5月26日、チームKの大島優子がチームAの公演にサプライズ出演する[50]。
- 6月4日、インディーズ2ndシングル『スカート、ひらり』発売イベントをアキバスクエアで実施。このときはじめてチームAとチームKが初めて合同でライブを行う[51]。
- 6月7日、インディーズ2ndシングル『スカート、ひらり』を発売[52]。オリコン初登場13位。
- 6月7日、チームA・K初の[要検証 – ノート]合同ライブを秋葉原UDXで開催、約1,500人を動員[53]。
- 6月9日、「スカート、ひらり」で『ミュージックステーション』『音楽戦士 MUSIC FIGHTER』両番組に出演、歌でのテレビ初出演[54]。
- 6月17日、チームK上村彩子が脱退[55]。
- 7月5日、チームK 1st公演「PARTYが始まるよ」が千秋楽を迎える[56]。
- 7月8日、チームK 2nd公演「青春ガールズ」初日[57]。
- 7月23日、「スカート、ひらり」購入者特典A賞イベント「AKB48と行く花やしきツアー」開催[58]。
- 8月11日、チームA 2nd公演「会いたかった」千秋楽[47]。
- 8月20日、チームA 3rd公演「誰かのために」初日[59]。
- 8月22日、公式ファンクラブ「柱の会」結成[60]。
- 9月23日、同日フジテレビ系列で放送されたドラマ「電車男完結編DELUXE 最後の聖戦」の中で劇場のシーンが放送される[61]。
- 9月29日、NHK環境キャンペーン（AC共同キャンペーン）のイメージキャラクターにメンバー（大島麻衣・小嶋陽菜・篠田麻里子・峯岸みなみ・佐藤由加理）が採用される[62]。
- 10月20日、同日発売の『Akiba Walker』（角川クロスメディア）において表紙を飾るとともに7ページの特集が組まれる[63]。
- 10月21日、劇場でファンクラブのオフ会「AKB秋祭り」が開催される[64]。
- 10月25日、1stシングル『会いたかった』をデフスターレコーズから発売、メジャーデビュー。手売り即売会を実施[65]。オリコン初登場12位。
- 11月3日 - 4日、日本青年館で、劇場外で初となるコンサート『AKB48 ファーストコンサート「会いたかった 〜柱はないぜ!〜」』を開催[66]。
- 11月4日、日本青年館でのコンサートにおいて「ばら組、ゆり組」への組み分けが発表されるが後に取りやめになる[67]。
- 11月6日、チームK 2nd公演「青春ガールズ」千秋楽[68]。
- 11月7日、Weeklyぴあプレミアムライブ「ぴゅあな君に会いたかった」が開催される[69]。
- 11月18日、AKB48劇場でメンバーが特技を披露する「AKB48第1回ゴングショー」を開催[70]。
- 12月3日、3期生の合格者20名を発表[71]、チームB誕生。しかし、その後辞退者が相次いでデビュー時には13名にまで減ったため、当時のチームAから「サポートメンバー」として3名がチームBに異動。
- 12月8日、劇場公演1周年を記念してチームA 1st Stage「PARTYが始まるよ」リバイバル公演を実施。振り付けの夏まゆみがメンバーと一緒にステージに立つ。この時から劇場の柱に年1回ピンクのテープを張ることが始まる[72]。
- 12月9日、秋葉原UDXにおいて1周年記念ライブ「NTT DoCoMo Presents AKB 1st Anniverassry Live 勢ぞろいだぜ『A』『K』『B』」が開催される[73]。このときチームBが「お披露目」として初めてファンの前でパフォーマンスを披露した[74]。
- 12月17日、タワーレコード渋谷店で実施された「Xmas Special Live」にチームAが参加した[75]。
- 12月26日 - 27日、地方在住のファンを対象にした大阪・名古屋・福岡・札幌からの1泊2日の「AKB48に会いに行ける応援ツアー」を実施[76]。
- 12月29日、AKB48劇場で「会いたかった」購入者のうち50組199名を招待しての大掃除イベントを実施[77]。

## 2007年
- 1月7日、ファンクラブイベント「ゲーム大会」開催[78]。
- 1月8日、ファンクラブイベントドラマ「戸賀崎殺人事件 - tgskイラネ -」完成披露試写会を開催[79]。
- 1月25日、チームA 3rd公演「誰かのために」千秋楽。チームAの実質的リーダーとしてメンバーを引っ張ってきた[80]折井あゆみが卒業[81]。
- 1月31日、2ndシングル『制服が邪魔をする』を発売。発売日に渋谷でストリートライブ敢行[82]。オリコン初登場7位。
- 2月3日 - 3月3日、六本木T&C artsにおいて『AKB48 JUMP&CRY 篠山紀信写真集』発売記念写真店を開催。初日にはオープニングレセプションを実施[83]。
- 2月25日、チームA 4th公演「ただいま恋愛中」初日[84]。
- 3月7日、チームA 1st公演「PARTYが始まるよ」、チームA 2nd公演「会いたかった」、チームA 3rd公演「誰かのために」、チームK 1st公演「PARTYが始まるよ」、チームK 2nd公演「青春ガールズ」、チームK 3rd公演「脳内パラダイス」の6公演の音源をアルバムとして6タイトル同時発売[85]。
- 3月10日 - 4月1日、初の全国ツアー『AKB48 春のちょっとだけ全国ツアー 〜まだまだだぜAKB48!〜』を東京・名古屋・福岡・大阪で開催[86]。
- 4月8日、チームB劇場初公演となるチームB 1st Stage「青春ガールズ」初日を開催[87]。同日から千秋楽まで満員御礼となる。
- 4月18日、3rdシングル『軽蔑していた愛情』発売[88]。
- 4月28日 - 5月4日、フジテレビのイベント「お台場学園」に出演[89]。
- 5月20日、劇場公演500回目を記念し、紅白饅頭がメンバーから劇場入場者一人一人に手渡される[90]。
- 5月27日、4期生メンバー最終オーディション、18名が合格[91]。
- 6月3日、この日の13時からの公演を初の女性限定公演とする[92]。
- 6月22日、チームK 3rd公演「脳内パラダイス」千秋楽。今井優、高田彩奈卒業[93]。
- 6月26日、チームA 4th公演「ただいま恋愛中」千秋楽。星野みちる卒業[94]。
- 7月1日、ひまわり組1st公演「僕の太陽」初日[95]。
- 7月1日、佐藤夏希と野呂佳代によるお笑いコンビ「なちのん」活動開始[95]。
- 7月18日、4thシングル『BINGO!』発売[96]。
- 7月20日、タワーレコード渋谷店において「BINGO!」発売記念ビンゴ大会を開催[96]。
- 8月8日、5thシングル『僕の太陽』発売[97]。
- 8月18日 - 25日、映画『伝染歌』に出演したメンバー10名が、先行上映が行われていた東京劇場で「ギネスに挑戦 怒涛の1週間・連続舞台挨拶」として30回連続で舞台挨拶を敢行[98]。
- 9月22日、チームBが中国・北京で行われた『中日文化人懇談会2007〜オープンカレッジ in 北京〜』に秋元康とともに参加、中国芸術研究院でAKB48初の日本国外公演となるライブを行い、6曲を披露[99]。
- 10月2日、チームB 1st公演「青春ガールズ」千秋楽。同公演で渡辺志穂が卒業[100]。
- 10月7日、チームB 2nd公演「会いたかった」初日[101]。
- 10月20日 - 21日、「AKB48と行く慰安旅行 1泊2日苗場バスツアー」を開催[102]。
- 10月27日、お笑いコンビ「なちのん」（佐藤夏希・野呂佳代）がM-1グランプリに参加。2回戦まで進む[103]。
- 10月31日、6thシングル『夕陽を見ているか?』を発売[104]。
- 11月3日、東京でシングル『夕陽を見ているか?』購入特典イベントとして『AKB48「秋の学園祭」2007』を開催[105]。
- 11月10日、大阪でシングル『夕陽を見ているか?』購入特典イベントとして『AKB48「秋の学園祭」2007』を開催[105]。
- 11月30日、ひまわり組 1st公演「僕の太陽」千秋楽。同公演でチームAの増山加弥乃が卒業[106]。
- 12月8日、ひまわり組 2nd公演「夢を死なせるわけにはいけない」初日[107]。
- 12月22日、東京でシングル『BINGO!』発売記念シークレットライブが開かれる[108]。
- 12月31日、『第58回NHK紅白歌合戦』に、中川翔子、リア・ディゾンらとともにいわゆる「アキバ枠」として初出場[109]。1グループでの紅白歌合戦出場としては当時最多となる43人が出演。

## 2008年
- 1月1日、1stアルバム『SET LIST〜グレイテストソングス 2006-2007〜』を発売[110]。
- 1月1日、元日から公演をスタート。大堀恵と野呂佳代が入場待ちで並ぶ客にカイロを配る[110]。
- 1月23日、7thシングル『ロマンス、イラネ』発売。26日および27日に握手会を行う[111]。
- 1月24日、AKB48地上波初の冠番組『AKB1じ59ふん!』が放送開始[112]。
- 2月3日、研究生から正規メンバーへの初の昇格（4期生の佐伯美香。チームBへ）[113]。
- 2月14日、この日行われたひまわり組の劇場公演において、バレンタインであるということでもともとのセットリストには含まれていなかったバレンタイン・キッスを歌った際、本家の国生さゆりがサプライズで登場した[114]。
- 2月27日、8thシングル『桜の花びらたち2008』が発売されるが、「ランダム封入のポスターを44種類すべてコンプリートすると特別イベントに招待される」という特典が極めて完成率が低く、独占禁止法が定める「不公正な取引方法」に該当するのではないかとする指摘があったため中止されるというトラブルが発生[115]。秋元康が打ち出す斬新な企画・アイデアとそのスピードにソニーミュージック（デフスター）側の体制が追いつかずに両者協議のうえ、当シングルを最後にデフスターレコーズとの契約が打ち切られた[116][117]。それ以後、メジャー・シングルが出せない状態となり次作の9thシングル『Baby! Baby! Baby!』は配信のみでの販売となった。
- 3月1日 劇場公演の応募方法が電子メールによる抽選制に変更される[118]。
- 3月1日・2日、『桜の花びらたち2008』の握手会を実施[119]。
- 3月10日、当時行われていたひまわり組 2nd公演「夢を死なせるわけにいかない」終了後、再びチーム別公演を行う旨を発表[120]。
- 4月3日、第3回研究生（第6期生）オーディション最終審査実施。4名合格[121]。
- 4月19日、ひまわり組 2nd公演「夢を死なせるわけにいかない」千秋楽[122]。
- 4月20日、チームA 4thリバイバル公演「ただいま恋愛中」初日[123]。
- 5月22日、初の研究生公演「ただいま恋愛中」初日[124]。
- 5月26日、この日の夜のチームA公演において劇場公演通算1,000公演を達成[125]。
- 5月31日、チームK 4th公演「最終ベルが鳴る」初日[126]。
- 6月13日、9thシングル『Baby! Baby! Baby!』がiモード配信限定シングルとして配信開始[127]
- 7月21日、この日フジテレビ系列で放送が始まった織田裕二主演の連続テレビドラマ『太陽と海の教室』に前田敦子がレギュラー出演。AKB48メンバーとして初の月9出演[128]。
- 8月8日、『赤坂プレミア屋台村!売上No.1決定戦』（TBS）において、AKB48プロデュースの「宮崎マンゴーパフェクレープAKB48スペシャル」を発売[129]。
- 8月13日、研究生公演で史上初のアンコール無し事件がおきる[130]。
- 8月23日、日比谷野外音楽堂で開催されたコンサートにおいて、初の姉妹グループとなるSKE48が初披露される。同日研究生（4期生）であった中西優香のSKE48への移籍が発表されるとともに、次作シングルをキングレコードから発売することを発表[131]。
- 9月13日、名古屋SUNSHINE STUDIOにおいて「SKE48公演開始まであとわずか!最後の気合を入れにAKB48がやってきた」公演を行う[132]。
- 9月29日、チームB井上奈瑠が卒業[133]。
- 10月1日、『AKBINGO!』（日本テレビ）放送開始[134]。
- 10月7日、初の研究生公演「ただいま恋愛中」千秋楽[135]。
- 10月11日、この日放送開始のドラマ24『メン☆ドル 〜イケメンアイドル〜』にノースリーブスの3名が主演[136]。
- 10月19日、チームA 5th公演「恋愛禁止条例」初日[137]。
- 10月22日、10thシングル『大声ダイヤモンド』をキングレコード（You, Be Cool!）へのレコード会社移籍後初めて発売。オリコン初登場3位。
- 10月23日、この日発売のPSPゲーム『萌える麻雀!萌えジャン』にチームBのメンバーが声の出演[138]。
- 11月23日、NHKホールにおいて、『まさか、このコンサートの音源は流出しないよね?』コンサートを行う。大江朝美・駒谷仁美・戸島花・中西里菜・成田梨紗の5名が卒業[139]。
- 11月26日、ノースリーブスが『Relax!』でメジャーデビュー[140]。
- 12月20日、一度脱退していた菊地あやかが7期研究生として復帰[141]。

## 2009年
- 1月18日 - 21日、『リクエストアワー セットリスト ベスト 100 2009』実施、第1位はチームBの「初日」。チーム研究生18名がお披露目される[142]。
- 1月22日、AKB48劇場での劇場公演を公演日当日の深夜から1か月間オンデマンド配信する「AKB48 LiVE!! ON DEMAND」が始まる。
- 1月25日、早乙女美樹がチームBから研究生に降格される[143]。
- 1月31日、品川ステラボールで開催された「アイドル選手権 Push★1」イベントにおいて、AKB48の7名（板野友美・大島麻衣・大島優子・小野恵令奈・河西智美・小嶋陽菜・前田敦子）およびSKE48の松井珠理奈の8名とアイドリング!!!の8名、計16名からなるグループAKBアイドリング!!!が、デビュー曲「チューしようぜ!」を初披露、同曲は4月1日にポニーキャニオンからシングルリリース[144]。
- 2月1日、チームB 3rd公演「パジャマドライブ」千秋楽。野口玲奈、松岡由紀卒業[145]。
- 2月8日、チームB 4th公演「アイドルの夜明け」初日[146]。
- 3月3日、11thシングル『10年桜』劇場盤購入特典として「チームB 3rdリバイバル特別公演」および握手会を実施。以後、毎回CDの購入特典として特別公演・握手会を実施するようになる[147]。
- 3月4日、『「10年桜」発売[148]。初めて販売枚数が10万枚を突破。オリコン初登場3位。
- 3月13日、『10年桜』購入特典ゴングショー[149]。
- 3月31日、リポーターとしてAKB48のメンバーが登場する『すイエんサー』（NHK）がレギュラー放送を開始[150]。
- 4月1日、アイドリング!!!とのコラボレーションユニット・AKBアイドリング!!!が「チューしようぜ!」を発売[151]。
- 4月4日、チームK 4th公演「最終ベルが鳴る」千秋楽[152]。
- 4月11日、チームK 5th公演「逆上がり」初日[153]。
- 4月25日 - 26日、NHKホールにおいてコンサート『「神公演予定」*諸般の事情により、神公演にならない場合もありますので、ご了承ください』を実施。大島麻衣・川崎希・早野薫の3名が卒業[154]。
- 6月4日、シアターGロッソにおいて、ひまわり組 2nd「夢を死なせるわけにいかない」公演初日[155]。
- 6月23日、12thシングル『涙サプライズ!』劇場盤スペシャル公演としてチームA 4th「ただいま恋愛中」が実施され、握手会も行われる。以後24日にチームK 3rd「脳内パラダイス」が、同25日に8期研究生によるチームB 4th「アイドルの夜明け」が、同26日にチームB 3rd「パジャマドライブ」が、同27日にチームA 5th「恋愛禁止条例」が実施され、握手会も行われる[156]。
- 6月24日、『涙サプライズ!』を発売[157]。グループ初の初動売上10万枚突破。オリコン初登場2位。
- 6月 - 7月、『AKB48 13thシングル 選抜総選挙「神様に誓ってガチです」』（第1回選抜総選挙）を実施。前田敦子が1位となり、13thシングル『言い訳Maybe』のセンターポジションを獲得。8月26日に発売してオリコン初登場2位。
- 7月1日、読売巨人軍創立75周年応援隊として東京ドームに登場し、「涙サプライズ!」を披露するとともにメンバー12人が並んでの始球式を行う[158]。
- 7月2日、フランス・パリで行われた『JAPAN EXPO 2009』にAKB48メンバー19名およびSKE48メンバー3名が参加する[159]。
- 7月10日、テレビ東京において『週刊AKB』スタート[160]。
- 8月11日 - 15日、『分身の術ツアー』を大阪（11日 teamK）・名古屋（12日 teamB）・福岡（15日 teamA）で開催[161]。
- 8月20日、集英社よりムック本『AKB48総選挙! 水着サプライズ発表』が発売される[162]。
- 8月22日 - 23日、日本武道館2DAYSコンサート『AKB104選抜メンバー組閣祭り』を開催、組閣（チームシャッフル）を発表[163]。一部メンバーのチーム異動と研究生の昇格、および4名のSDN48への移籍を発表。新チームにキャプテン制を導入し、チームAは高橋みなみ・チームKは秋元才加・チームBは柏木由紀がキャプテンに指名される。
- 10月10日、幕張メッセ・幕張イベントホールで『AKB48チーム対抗大運動会 〜絆よ永遠に〜』を開催[164]。
- 10月21日、14thシングル『RIVER』を発売[165]。初動売上のみでAKB48の過去の全シングルの累積売上を抜き、グループ最高売上枚数（当時）を記録。グループ初のオリコン初登場1位[166]。
- 11月12日、『森田一義アワー 笑っていいとも!』（フジテレビ系）のテレフォンショッキングに初出演。1グループのテレフォン出演としては最多となる33人のメンバーが登場した[167]。
- 12月31日、『第60回NHK紅白歌合戦』に2年ぶり2度目の出場。この年から参加メンバー全員での人文字が恒例になる。作られた人文字は「紅V」[要出典]。

## 2010年
- 2月17日、15thシングル『桜の栞』を発売。女性アーティストとして7年ぶりの初動売上30万枚突破でオリコン初登場1位[168]。
- 2月21日 - 7月27日、組閣（チームシャッフル）の実施。
- 4月7日、2ndアルバム『神曲たち』を発売。オリコン初登場1位。
- 4月10日、『AKB48のオールナイトニッポン』（ニッポン放送）放送開始。
- 5月26日、16thシングル『ポニーテールとシュシュ』を発売。女性アーティストとして9年3か月ぶりの初動売上50万枚突破を記録[169]。2010年度のオリコン年間シングルチャートでは5位にランクインした。
- 5月 - 6月、『AKB48 17thシングル 選抜総選挙「母さんに誓って、ガチです」』（第2回選抜総選挙）を実施。大島優子が1位となり、初のセンターポジションを獲得。
- 7月14日、デフスターレコーズよりDVD『逃した魚たち〜シングル・ビデオコレクション〜』、CD『SET LIST〜グレイテストソングス〜完全盤』を発売。
- 8月18日、17thシングル『ヘビーローテーション』を発売。女性グループとして初となる2作連続での初動売上50万枚突破でオリコン初登場1位を記録したほか、オリコン登場週数123週を記録。2010年度のオリコン年間シングルチャートでは2位にランクイン、翌2011年度は52位にランクインして2年連続で100位以内に入った。2011年度、2012年度のオリコン年間カラオケチャートで表題曲が2年連続1位を獲得した。また8月25日発表のレコチョク週間ランキングで、着うた・着うたフル・ビデオクリップ・着信ムービー・着信メロディの5冠を獲得。2014年には動画投稿サイト「YouTube」で再生回数1億回を達成[170]。
- 8月28日 - 29日 24時間テレビの番組パーソナリティを務めた[171]。
- 8月31日、公式ファンクラブ「柱の会」について、2011年9月末での廃止を発表[172]。
- 9月21日、日本武道館で『AKB48 19thシングル選抜じゃんけん大会』が開催され、内田眞由美が19thシングル『チャンスの順番』で初のセンターポジションを獲得。
- 9月26日、世界遺産「薬師寺」で「AKB48薬師寺奉納公演2010『夢の花びらたち』」を開催[173]。
- 9月30日、「柱の会」の新規入会および更新受付を終了[172]。
- 10月15日、『AKB48のオールナイトニッポン』に出演した秋元才加が、13日に発覚した広井王子との関係を巡る一連の騒動の責任を取り、チームKキャプテンを辞任することを表明し、チームKは秋元が復帰する2011年3月までキャプテン不在となる。
- 10月24日、日本国外初となる「AKB48 OFFICIAL SHOP HONG KONG（AKB48香港專門店）」が、香港の深水埗（サムスイポー）のショッピングモール『西九龍中心』内にオープン[174]。12月1日にはコーズウェイベイのタイムズスクウェア前に「AKB48 MUSEUM HONG KONG（AKB48香港資料館）」がオープン[175]。
- 10月27日、18thシングル『Beginner』を発売。グループ初のミリオンセラーを達成。日本における女性アイドルグループ5作連続1位、オリコン年間シングルチャート1位、および当時21世紀最大の初動売上を記録。シングルのミリオンセールスは、2007年8月の秋川雅史「千の風になって」以来3年5か月ぶり、秋元康の作詞曲としては1994年発売の藤谷美和子・大内義昭「愛が生まれた日」以来、16年半ぶり4作目の記録となった[176]。
- 11月18日、『ギネス・ワールド・レコーズ』により「世界一人数の多いポップグループ（"Largest Pop Group"）」（正規メンバー48名）として認定される[177]。
- 12月31日、『第61回NHK紅白歌合戦』に2年連続3回目の出場。研究生、SKE48、NMB48メンバーも含めた、1グループ名義としては史上最多の130人で出演。人文字は「AKB RED V」[要出典]。

## 2011年
- 1月10日、オリコン週間シングルランキングにおいて、女性グループ初となる4曲同時トップ10入り。さらに4曲同時トップ10入りは計3週間続き、オリコン史上初の記録達成[178]。
- 1月22日、AKB48初のドキュンタリー映画『DOCUMENTARY of AKB48 to be continued 10年後、少女たちは今の自分に何を思うのだろう?』が公開される[179]。
- 2月16日、20thシングル『桜の木になろう』を発売。初週売上枚数が94万2000枚に達し、発売1週目売上で歴代6位、女性アーティストの楽曲としては宇多田ヒカル『Addicted To You』に次ぐ歴代2位となると同時に、同曲以来11年3か月ぶりの初週売上90万枚超を記録。同時に女性グループとしてピンク・レディー以来[注釈 1] となるシングル7作連続首位を達成。3月4日に累計出荷枚数が115万枚となり、2作品目のミリオンを達成[180]。
- 2月27日、東京マラソン2011でフルマラソンを完走した秋元才加が、秋元康からチームKキャプテン復帰を告げられる。
- 3月11日、東北地方太平洋沖地震（東日本大震災）発生により発生後は終日公共交通機関が麻痺したこと、また劇場内部の施設の安全確認が必要となったことなどから[181]、当日予定されていたSDN48公演[182] 以降、28日までAKB48劇場での公演を休止[183]。
- 3月14日、東北地方太平洋沖地震の被災者へ向けたAKB48プロジェクト義援金受付口座を開設[184]。翌15日、AKB48プロジェクトとして同口座に5億円を寄付することを発表[185]。
- 3月26日 - 27日、東日本大震災のため中止となったコンサート『たかみなについて行きます』[186] の代替として、横浜アリーナで『「誰かのために」チャリティイベント』を開催。
- 3月29日、「AKB48プロジェクト」改め「誰かのために」プロジェクトを開始[注釈 2][187]。この一環として、21stシングルを5月25日に発売し、収益の一部を震災被災者義援金として寄付することを発表[188]。
- 4月1日、『チームA 3rd Stage「誰かのために」』公演曲の再収録版「誰かのために -What can I do for someone?-<配信限定チャリティソング>」をレコチョク「着うた」「着うたフル」「着うたフルプラス」（ビデオクリップは同6日 映像の内容は沖縄国際映画祭への飛び入り、横浜アリーナでの「誰かのために」チャリティイベントの様子など）配信。全収益を被災者へ寄付[189]。
- 4月8日、AKB48劇場での公演形態をチーム別公演から演目別公演に変更[190]。
- 4月21日、『なるほど!ハイスクール』（日本テレビ系）放送開始。ゴールデンタイムでの初レギュラー番組[191]。
- 5月14日、シンガポールのショッピングモール『*SKAPE』内に「AKB48 OFFICIAL SHOP SINGAPORE」と併設の「AKB48 Cafe」を開業。翌15日から併設の「AKB48 THEATER SINGAPORE」で日本国外初の定期公演を開始。
- 5月22日、『「誰かのために」プロジェクト』の一環として、被災地である岩手県大槌町・山田町を慰問。毎月1箇所ずつの巡回慰問の始まり。
- 5月25日、21stシングル『Everyday、カチューシャ』を発売。発売初週に約133万4000枚を売り上げ、グループ初の初週ミリオンを達成。
- 6月6日、昇格後もチーム研究生に留め置かれていた正規メンバーら10名により「チーム4」を結成。
- 6月8日、3rdアルバム『ここにいたこと』を発売。オリコン初登場1位。当初は4月6日に発売の予定であったが東日本大震災の影響で延期となっていた[192][193]。
- 5月 - 6月にかけて『AKB48 22ndシングル 選抜総選挙「今年もガチです」』（第3回選抜総選挙）を実施。前田敦子が1位となり、センターポジションを獲得。
- 7月23日、「AKB48 OFFICIAL SHOP TAIWAN（AKB48台灣專門店）」が、台湾・台北市万華区西門町のファッションビル『誠品116』内にオープン。10月20日には、「AKB48 Cafe」が同店に併設して開業[194]。
- 7月30日、「AKB48 OFFICIAL SHOP HARAJUKU」が原宿駅前の竹下通りにオープン。
- 8月24日、22ndシングル『フライングゲット』を発売。発売初日で約102万6000枚を売り上げ、オリコンランキング史上初となる発売初日ミリオンを達成[195]。また、初週に約135万4000枚を売り上げ、2作連続の初週ミリオンとなった[196]。オリコン年間シングルチャート1位を獲得。
- 9月20日、日本武道館で『AKB48 24thシングル選抜じゃんけん大会』が開催され、篠田麻里子が24thシングル「上からマリコ」で初のセンターポジションを獲得。
- 9月29日、「AKB48 CAFE & SHOP AKIHABARA」が秋葉原駅前にオープン。
- 9月30日、「柱の会」会員向けサービスを終了し、「柱の会」を廃止[172]。
- 10月6日、『第62回NHK紅白歌合戦』の紅白応援隊にテリー伊藤と共に就任。
- 10月10日、チーム4劇場初公演。
- 10月26日、23rdシングル『風は吹いている』を発売。発売初日に前作の「フライングゲット」を抜く約104万6000枚を売り上げた[197]。また、10作連続のオリコン初登場1位となった。
- 11月22日、中国・上海市にオフィシャルショップがオープン。
- 12月7日、24thシングル『上からマリコ』を発売。グループ6枚目の100万枚突破を記録。
- 12月8日、「柱の会」に代わる新しい公式ファンクラブ「二本柱の会」発足[198]。同日、Google社との協力によりGoogle+のプラットフォームを利用したAKB48グループメンバーとファンとの交流サービス「AKB48 on Google+」を開始[199]。
- 12月19日、この日発表された「オリコン2011年年間ランキング」で史上初の年間シングルTOP5を独占。また、年間売上1位の歌手に贈られる「アーティスト別トータルセールス」を初受賞し、全16部門中最多の7冠を獲得[200]。
- 12月30日、『第53回日本レコード大賞』において「フライングゲット」で日本レコード大賞、初受賞[201]。
- 12月31日、『第62回NHK紅白歌合戦』に3年連続4回目の出場。前年に打ち立てた最多記録を更新する210人で出演。人文字は「がんばろう日本!!」[要出典]。

## 2012年
- 1月27日、AKB48ドキュンタリー映画第2弾『DOCUMENTARY of AKB48 Show must go on 少女たちは傷つきながら、夢を見る』が公開される[202]。
- 2月15日、25thシングル『GIVE ME FIVE!』を発売。AKB48シングル史上初のバンド曲となる[注釈 3]。6作連続ミリオン・12作連続12作目の首位を獲得した。総売上枚数も1315万5000枚となり、モーニング娘。の1180万8000枚（当時）を抜いた[203]。
- 3月20日、「AKB48 CAFE & SHOP HAKATA」が福岡県福岡市にオープン。
- 3月24日、3日間連続の『AKB48コンサート 業務連絡。頼むぞ、片山部長!inさいたまスーパーアリーナ』2日目に、SKE48チームSの松井珠理奈がAKB48のチームKを、NMB48チームNの渡辺美優紀がAKB48のチームBを期間限定で兼任することが発表された。秋元康がGoogle+でチーム8を結成することを公表[204][注釈 4]。
- 3月25日、コンサート3日目に、前田敦子がグループから卒業することを発表[206][207]。
- 3月30日、東京ドームで開催されたプロ野球セントラル・リーグ公式戦読売ジャイアンツ対東京ヤクルトスワローズ第1回戦において国歌斉唱を務めた[208]。
- 4月4日、「AKB48 CAFE & SHOP NAMBA」がなんばグランド花月内にオープン。
- 5月23日、26thシングル『真夏のSounds good !』を発売。初日売上で自身が持つ最高記録を超える約117万1000枚を売り上げ、6月2日に日本レコード協会が2ミリオン（出荷枚数）と認定。8月時点でも売上は約182万枚となり、当時自身の売上No.1シングルでオリコン年間シングルチャート1位を獲得[209]。
- 6月6日、『AKB48 27thシングル 選抜総選挙』（第4回選抜総選挙）を実施。大島優子が1位となり、センターポジションを獲得。
- 8月15日、4thアルバム『1830m』を発売。オリコン初登場1位、発売5週目でアルバム初のミリオンを記録。
- 8月20日、27日に行われる前田敦子卒業公演の入場券競争率が、史上最高の916倍（定員250人に対し希望者23万人）となったことが判明[210]。
- 8月21日、AKB48公式サイト・ショップ限定販売であったAKSレーベルのAKB48関連DVD作品の大半[注釈 5] の市販を開始[211]。

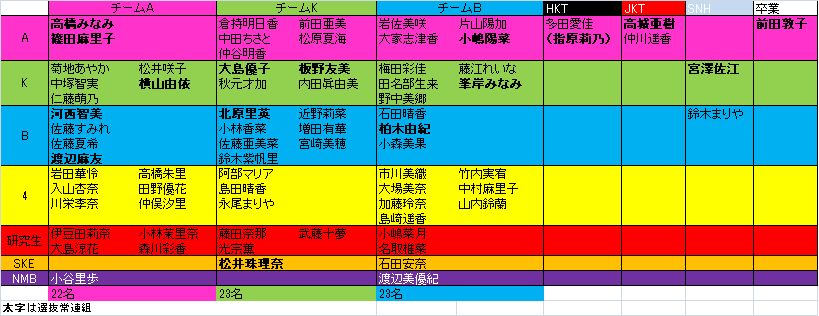
旧チームと東京ドーム公演で発表された新チームの対応表

- 8月24日 - 26日、東京ドームで『AKB48 in TOKYO DOME 〜1830mの夢〜』を開催。初日公演において、2度目のチーム再編（組閣）が発表される[205]。チーム4を廃止しての3チーム体制への回帰[205] やチームAのキャプテンだった高橋みなみのAKB48グループ総監督就任とチームキャプテンの総入れ替えが発表された。チームAは篠田麻里子、チームKは大島優子、チームBは梅田彩佳が就任[205]。
- 8月27日、前田敦子がAKB48を卒業。当日は“劇場入り前の最後の挨拶”をする予定だった[212]が、十万単位の人が集まる事は確実だったため中止[213]。代わりに、前田は公演終了後、トラメガを持ってドン・キホーテ秋葉原店2階バルコニーに現れ、“最後の挨拶”をした[214]。京楽産業.より「CRぱちんこAKB48」がホールデビュー。
- 8月29日、27thシングル『ギンガムチェック』を発売。グループ9枚目のミリオン達成。
- 9月18日、日本武道館で『AKB48 29thシングル選抜じゃんけん大会』を開催。島崎遥香が優勝し、初のセンターポジションを獲得。
- 10月25日、任天堂ゲーム『AKB48+Me』が発売された。
- 10月31日、28thシングル『UZA』を発売。グループ10枚目のミリオン達成で、女性グループにおけるシングル（配信限定を除く）とアルバムの総売上げ枚数で歴代1位となり、同時にその枚数が2000万枚を突破した[215]。
- 11月1日、新チーム体制に移行[216]。
- 12月5日、29thシングル『永遠プレッシャー』を発売。グループ11枚目のミリオン達成。
- 12月20日、バンダイナムコゲームスが、PSP / PS Vita用ソフト『AKB1/149 恋愛総選挙』を発売。
- 12月30日、『第54回日本レコード大賞』において、「真夏のSounds good !」で日本レコード大賞、史上6組目の2年連続受賞。女性グループとして連覇は史上初[217]。
- 12月31日、『第63回NHK紅白歌合戦』に4年連続5回目の出場。前年出場時の最多記録である210名より40名少ない170名で出演。人文字は配置転換を用いた二段構えで「日本ラララ」、「がんばろう」[218]。

## 2013年
- 1月1日、AKB48劇場公演曲をスタジオレコーディングした『studio recordings コレクション』全20タイトルを発売[219][注釈 6]。
- 1月3日、「AKB48 OFFICIAL SHOP HARAJUKU」が入居先ビルの改築に伴い閉店[220]。
- 1月25日、『AKB48 リクエストアワーセットリストベスト100 2013』2日目公演において、SKE48劇場支配人の湯浅洋がAKB48劇場新支配人に、AKB48劇場支配人の戸賀崎智信のAKB48グループ総支配人にそれぞれ就任する人事案と、この案についてファンによる信任投票の実施が発表される。27日の同最終日公演において信任投票の結果、湯浅が信任されず、これに伴いAKB48グループ総支配人に就任した戸賀崎がAKB48劇場支配人と兼任となり、湯浅は戸賀崎の下で支配人研究生として活動していくことが発表された。
- 2月1日、AKB48ドキュンタリー映画第3弾『DOCUMENTARY of AKB48 NO FLOWER WITHOUT RAIN 少女たちは涙の後に何を見る?』が公開される[221]。
- 2月20日、30thシングル『So long !』を発売。グループ12枚目のミリオン達成。
- 4月、朝日新聞夕刊にてコラム『AKB的人生論 大人たちに言いたい』連載開始（筆者は交代制、掲載は毎週金曜日）。
- 4月10日、全日本空輸（ANA）との共同プロジェクト『Challenge for ASIA by ANA × AKB48』を開始することを発表[222]。
- 4月25日 - 28日、『AKB48グループ臨時総会 〜白黒つけようじゃないか!〜』を日本武道館で開催。AKB48は27日夜に単独で、28日は48グループ総出演の一部として出演[223]。
- 5月22日、31stシングル『さよならクロール』を発売。初日と初週の売り上げで「真夏のSounds good !」の持つ最高記録を超える約145万枚と約176万枚となり、歴代売上枚数1位を記録。また累計売り上げが約2185万2000枚となり、浜崎あゆみの約2141万6000枚を上回って、女性アーティスト最多となった。12月時点で売上は約194万枚となり、自身の売上No.1シングルでオリコン年間シングルチャート1位を獲得。
- 6月1日、産経新聞が選抜総選挙を論じる[224]。
- 6月5日、「AKB48グループ研究生コンサート『推しメン早い者勝ち』」を日本武道館で開催[注釈 7]。
- 6月8日、日産スタジアムで『AKB48スーパーフェスティバル 〜日産スタジアム、小(ち)っちぇ!小(ち)っちゃくないし!!〜』と『AKB48 32ndシングル 選抜総選挙』開票イベントを開催。指原莉乃（HKT48）が1位となり、初のセンターポジションを獲得。また、篠田麻里子が7月での卒業を発表。
- 7月 - 8月、福岡 ヤフオク!ドーム（福岡県）・札幌ドーム（北海道）・京セラドーム大阪（大阪府）・ナゴヤドーム（愛知県）・東京ドーム（東京都）で5大ドームツアー『AKB48・2013真夏のドームツアー 〜まだまだ、やらなきゃいけないことがある〜』を開催。
- 7月22日、篠田麻里子がAKB48を卒業。『AKB48 LiVE!! ON DEMAND』、これまでのオンデマンド配信に加えて、この日の公演から劇場公演の生配信を開始。
- 8月21日、32ndシングル『恋するフォーチュンクッキー』を発売。初週で約133万枚を売上げ、13作連続ミリオンを達成。B'zと並んで歴代1位タイ記録となった。また2015年1月26日付週間チャートまで、74週連続で200位以内にチャートイン。
- 8月24日、新たに研究生から昇格したメンバー16名によりチーム4を再結成。キャプテンは峯岸みなみ。湯浅AKB48劇場支配人研究生も正式な支配人に昇格[226]。
- 8月27日、板野友美がAKB48を卒業。
- 9月12日、『AKB1/149 恋愛総選挙』のPlayStation 3版が発売される。
- 9月18日、日本武道館において『AKB48 34thシングル選抜じゃんけん大会』を開催。松井珠理奈がセンターポジションを獲得。
- 10月5日、『AKB48 SHOW!』（NHK）放送開始。
- 10月30日、33rdシングル『ハート・エレキ』を発売。初週で約120万4000枚を売上げて14作連続ミリオンを達成し、B'zを抜いて日本歴代単独1位記録、通算ミリオン獲得数記録でもB'zの15作に並んで歴代1位タイ記録となった。またオリコン初登場1位が20作連続となり松田聖子、浜崎あゆみと並んで女性アーティスト歴代1位タイ記録となった[227]。
- 11月9日、YouTubeのAKB48 Official Channel!で、2014年1月からチームの公演倍率などを競い合うペナントレースを実施することと、翌日行われるドラフトで交渉権が確定した候補者をキャプテンの意向で正規メンバーか育成メンバーに振り分けできる「育成メンバー制度」の導入が発表される[228]。
- 11月10日、グランドプリンスホテル新高輪において『AKB48グループドラフト会議』開催[229]。
- 12月11日、34thシングル『鈴懸の木の道で「君の微笑みを夢に見る」と言ってしまったら僕たちの関係はどう変わってしまうのか、僕なりに何日か考えた上でのやや気恥ずかしい結論のようなもの』を発売。初週で約103万枚を売り上げて15作連続ミリオンを達成。通算ミリオン獲得回数も16に伸ばし、B'zを抜いて日本歴代単独1位の記録となる。またデビュー以来のシングル総売上枚数も2583万5000枚に上り、サザンオールスターズを上回る歴代3位を記録[230]。
- 12月15日、12月16日付オリコン年間ランキングの「シングルセールス部門」で『さよならクロール』が史上初の4年連続年間1位獲得で自身の持つ年間1位獲得回数の記録を4に伸ばした。また1位の『さよならクロール』、2位に『恋するフォーチュンクッキー』、3位に『ハート・エレキ』、4位には『So long !』が入り3年連続のTOP4を独占[231]。
- 12月17日、TOKYO DOME CITY HALLにて『第3回 AKB48紅白対抗歌合戦』を開催[232]。当該イベントにおいて、2014年3月29日にAKB48単独公演、30日にAKB48グループ総出演公演を国立霞ヶ丘競技場陸上競技場で開催することを発表。併せて同年4月には、さいたまスーパーアリーナでSKE48、NMB48、HKT48が単独公演を開催することも発表[233]。
- 12月24日 - 25日、『第39回ラジオ・チャリティー・ミュージックソン』（ニッポン放送）のメインパーソナリティとしてAKB48が出演[234]。
- 12月30日、『第55回日本レコード大賞』において「恋するフォーチュンクッキー」で優秀作品賞を受賞した[235]。
- 12月31日、『第64回NHK紅白歌合戦』に紅組出場歌手として5年連続6回目の出場。番組内のMCで大島優子が卒業を発表。

## 2014年
- 1月22日、5thアルバム『次の足跡』を発売。オリコン初登場1位、発売16日目でミリオンを記録。女性グループによる2作連続アルバムミリオンはSPEED以来、15年1か月ぶり史上4組目[236]。
- 1月23日 - 26日、TOKYO DOME CITY HALLにおいて『AKB48 リクエストアワーセットリストベスト200 2014』（200位 - 101位）を開催。初日の23日に、「会いに行くアイドル」をコンセプトに47都道府県ごとに全国テレビ局主導のオーディションを実施し、トヨタ自動車が全面サポートする新チーム「チーム8」メンバーを決定する『AKB48 × TOYOTA Team 8 プロジェクト』始動を発表[237][238]。
- 2月24日、Zepp DiverCity Tokyoにて「AKB48グループ大組閣祭り」開催[239]。
- 2月26日、35thシングル『前しか向かねえ』を発売。初週で約109万1000枚を売上げて16作連続ミリオンを達成。シングルおよびアルバムの総売上枚数は3091万7000枚に達し、女性グループとしては史上初となる3000万枚を突破[240]。
- 2月27日、日本ゴールドディスク大賞にて、邦楽部門としては史上初（全体でも1998年から2000年にかけてのセリーヌ・ディオン以来2組目）の3連覇を果たした。
- 3月29日、旧国立競技場にて『AKB48単独&グループ 春コンin国立競技場〜思い出は全部ここに捨てていけ!〜』でAKB48単独コンサートを開催。翌30日のAKB48グループによるコンサートは荒天のため中止[241]（単独ライブはAKB48が最後）。
- 4月6日、さいたまスーパーアリーナにおいて『AKB48 リクエストアワーセットリストベスト200 2014』（昼公演 100位 - 51位、夜公演 50位 - 1位）を開催。昼公演でチーム8のメンバー47名をお披露目。
- 4月17日、江崎グリコ『パピコ』のテレビCMでセンターとして登場するメンバーとして3月4日から募集していた「大人AKB48」[242] について、応募者5066人の中から、2児の母で専業主婦の塚本まり子が選ばれたことを発表[243]（CMは5月14日から放送、活動期間は同年8月31日までとなり、キャンペーン終了をもって卒業）。
- 4月22日より『AKB48グループ ペナントレース 〜AKB48グループは競い合って磨かれる〜』を実施。10月31日まで実施される予定であったが中止となった（後述）。
- 4月24日、新チーム体制へ移行。
- 5月21日、36thシングル『ラブラドール・レトリバー』を発売。初日の売り上げで『さよならクロール』の持つ最高記録を越える約146万2000枚の当時歴代売上枚数1位を記録[244]。初週で約166万2000枚を売上げて17作連続ミリオンを達成。女性アーティスト初のシングルとアルバム合わせて通算20作のミリオンセラーを達成[245]。
- 5月25日、岩手県滝沢市の岩手産業文化センターで開催された握手会で、ファンを装って入り込んでいた刃物を持った暴漢によって、川栄李奈・入山杏奈・男性スタッフの3名が負傷する事件が発生[246]。当面の間AKB48劇場の休館、握手会の中止・延期を発表[247]。

- 6月2日よりAKB48劇場での公演を再開[248]。
- 6月7日、味の素スタジアムで『AKB48 37thシングル 選抜総選挙』開票イベントを開催。渡辺麻友が1位となり、センターポジションを獲得。
- 6月8日、味の素スタジアムで、荒天のため中止となった『AKB48単独&グループ 春コンin国立競技場〜思い出は全部ここに捨てていけ!〜』2日目のAKB48グループによるコンサートを代替開催[249]。
- 6月9日、大島優子がAKB48を卒業。
- 7月4日、AKB48ドキュンタリー映画第4弾『DOCUMENTARY of AKB48 The time has come 少女たちは、今、その背中に何を想う?』が公開される。
- 8月18日 - 20日、東京ドームにおいて、『AKB48グループ 東京ドームコンサート〜するなよ?するなよ?絶対卒業発表するなよ?〜』を開催。18日にはAKB48単独公演、19日、20日にはAKB48グループ総出演公演を開催。
- 8月27日、37thシングル『心のプラカード』を発売。初週で約100万6000枚を売上げて18作連続ミリオンを達成[250]。
- 9月17日、日本武道館において、『AKB48グループ・じゃんけん大会2014 〜拳で勝ち取れ!1/300ソロデビュー争奪戦〜』開催。渡辺美優紀が優勝し、ソロデビューを獲得。
- 9月23日、4月22日より行われていた『AKB48グループ ペナントレース〜AKB48グループは競い合って磨かれる〜』の中止を発表[251]。
- 11月26日、38thシングル『希望的リフレイン』を発売。初週で約113万枚を売上げて19作連続ミリオンを達成、オリコン史上初のシングル通算ミリオン20作となった。また女性アーティスト史上初のシングルの総売上枚数3000万枚を突破[252]。
- 11月28日、テレビ大分開局45周年の広報大使に就任[253]。
- 12月8日、AKB48グループ総監督の高橋みなみが、AKB48劇場オープン10周年となる2015年12月8日をめどに卒業することを発表。同時に次の総監督として横山由依を指名した[254]。その後、卒業日を2016年3月末に変更[255]。
- 12月16日、TOKYO DOME CITY HALLにて『第4回 AKB48紅白対抗歌合戦』を開催。
- 12月31日、『第65回NHK紅白歌合戦』に紅組出場歌手として6年連続7回目の出場。

## 2015年
- 1月21日、6thアルバム『ここがロドスだ、ここで跳べ!』を発売。女性グループ歴代1位タイとなる5作目のアルバムオリコン1位を記録。
- 1月21日 - 25日、TOKYO DOME CITY HALLにおいて『AKB48 リクエストアワーセットリストベスト1035 2015』を開催。
- 2月25日、チームK「RESET」公演において、AKB48劇場の観客動員数が姉妹グループの出張公演などを含めて100万人を記録[256]。
- 3月 - 5月、さいたまスーパーアリーナ（埼玉県）・長崎ブリックホール（長崎県）・鹿児島市民文化ホール（鹿児島県）・岡山市民会館（岡山県）・結城市民文化センター（茨城県）で『AKB48ヤングメンバー全国ツアー〜未来は今から作られる〜』を開催。
- 3月4日、39thシングル『Green Flash』を発売。初週で約100万1000枚を売り上げて20作連続ミリオンを達成。シングル連続1位獲得数記録を26作として浜崎あゆみが保持していた女性アーティストのシングル連続1位獲得数記録更新、またシングル1位獲得年数が2009年から7年連続となり、モーニング娘。が保持していた女性グループのシングル連続1位獲得年数も同時に更新[257]。
- 3月26日、さいたまスーパーアリーナにて『AKB48春の単独コンサート〜ジキソー未だ修行中!〜』を開催。「春の人事異動」としてチームの再編を発表[258]。スタッフ人事として、湯浅がSKE48劇場支配人に異動するのに伴い、AKB48グループ総支配人兼衣裳総責任者の茅野しのぶがAKB48劇場支配人を兼任することを発表[注釈 8]。
- 4月8日、朝日新聞夕刊で連載中の『AKB的人生論』が『夢のエントリーシート』にリニューアル[259]。
- 5月9日、有明コロシアムにおいて『第2回AKB48大運動会』を開催。「春の人事異動」で発表された新チームで競技し、優勝はチーム8。
- 5月10日、新チーム体制のもと、有明コロシアムにおいて『第2回AKB48グループドラフト会議』開催[260]。
- 5月20日、40thシングル『僕たちは戦わない』を発売。初日の売り上げで『ラブラドール・レトリバー』の持つ最高記録を越える約147万2000枚の歴代売上枚数1位を記録[261]。初週で約167万3000枚を売り上げて21作連続ミリオンを達成。デビュー以来初の2週連続1位、オリコン年間シングルチャート1位を獲得[262]。
- 6月6日、新チーム体制の下、福岡 ヤフオク!ドームで『AKB48 41stシングル 選抜総選挙』開票イベントを開催。HKT48・指原莉乃が1位となり、センターポジションを獲得。
- 8月18日、NHK連続テレビ小説『あさが来た』の主題歌を担当することを発表。AKB48が連続テレビ小説の主題歌を担当するのはこれが初めてで、楽曲のタイトルは「365日の紙飛行機」[263]。
- 8月25日、東京ドームで『第1回AKB48グループ大運動会』開催。優勝はチーム8[264]。
- 8月26日、41stシングル『ハロウィン・ナイト』を発売。初日の売り上げで約118万8000枚を売り上げて通算10作目となる集計初日のみでのミリオンを達成[265]。
- 8月27日、倉持チームB「パジャマドライブ」公演千秋楽をもって、「春の人事異動」以前のチーム体制による活動を終了。
- 9月1日、「春の人事異動」による新チーム体制への移行完了。
- 9月5日、チーム8「会いたかった」初日公演開催[266]。
- 9月13日、著名人が考えたセットリストによる特別公演として、落語家・春風亭小朝による「イヴはアダムの肋骨（あばらぼね）」初日公演を実施[267]。
- 9月18日、著名人が考えたセットリストによる特別公演として、元サッカー日本代表・岩本輝雄による「青春はまだ終わらない」初日公演を実施[268]。
- 10月16日、著名人が考えたセットリストによる特別公演として、評論家・田原総一朗による「ド〜なる?!ド〜する?!AKB48」初日公演を実施[269]。
- 11月8日、著名人が考えたセットリストによる特別公演として、ニューヨーク・ヤンキース投手・田中将大による「僕がここにいる理由」初日公演を実施[270]。
- 11月18日、7thアルバム『0と1の間』を発売。
- 11月25日、時事通信社が、「時事ドットコム」内にAKB48グループのニュース専門サイトである「AKB48グループ ニュースワイヤー」を開設[271][272]。
- 11月30日、新チーム体制による初日公演の先陣を切って、峯岸チームK「最終ベルが鳴る」公演初日を開催[273]。
- 12月6日、AKB48結成10周年を祝う特別イベントを開催し、3期までのメンバーの大半と現役グループメンバー代表者らが参加。2008年に2,000部限定で発売したスペシャルフォトアルバムの原購入者と『0と1の間』購入者で応募して抽選で当選したファンを招待[274][275]。
- 12月8日、AKB48劇場オープン10周年の記念特別公演開催。AKB48グループ総監督が、高橋みなみから横山由依に変更を正式発表[276]。
- 12月9日、42ndシングル『唇にBe My Baby』を発売。初週で約90万5000枚を売り上げてシングル総売上枚数は約3625万1000枚となり、B'zの約3580万9000枚を抜き歴代1位を記録。翌々週で累計約100万2000枚を売り上げて23作連続ミリオンを達成[277]。
- 12月15日、TOKYO DOME CITY HALLにて『第5回 AKB48紅白対抗歌合戦』を開催[278]。
- 12月31日、『第66回NHK紅白歌合戦』に紅組出場歌手として7年連続8回目の出場[注釈 9][279]。

## 2016年
- 1月1日、2年ぶりとなる元日公演開催[280]。
- 2月16日 - 28日、『高橋みなみプロデュース公演』全8公演をAKB48劇場で実施[281]。
- 3月9日、43rdシングル『君はメロディー』を発売。卒業メンバーがシングル表題曲に初めて選出される[282]。初週で約123万8000枚を売り上げて24作連続ミリオンを達成。30作連続、通算30作目のオリコン1位を記録[283]。
- 3月26・27日、横浜スタジアムで高橋みなみ卒業記念のコンサート3公演を開催[284]。
- 3月31日、小林香菜、宮澤佐江（SNH48/SKE48）、梅田彩佳（NMB48）の3人が各劇場で所属グループを卒業公演を実施。3人の卒業でAKB48の2期生全員が卒業となった。
- 4月1日、AKB48劇場にて『チームK 10周年記念特別公演』開催[285]。
- 4月8日、AKB48劇場での『高橋みなみ卒業特別記念公演〜10年の軌跡〜』をもって初代AKB48グループ総監督の高橋みなみがAKB48を卒業。
- 4月9日、朝日新聞連載「夢のエントリーシート」が「世の中って……」にリニューアル。AKB48のみならずグループ全員が交代で執筆するようになる。
- 5月1日、同日付けで高城亜樹が所属グループを卒業。これによりAKB48の6期生全員が卒業となった。
- 6月1日、44thシングル『翼はいらない』を発売。初週で約144万1000枚を売り上げて25作連続ミリオンを達成[286]。
- 6月18日、HARD OFF ECOスタジアム新潟で『AKB48 45thシングル 選抜総選挙』開票イベントを開催。
- 8月31日、45thシングル『LOVE TRIP/しあわせを分けなさい』を発売。AKB48として初めての両A面シングルとなった。初週で推定売上117万7769枚を売り上げて26作連続ミリオンを達成。シングル総売上枚数は4042万3000枚に達し、オリコンが1968年より集計を開始して以来初めてシングル総売上4000万枚を突破[287]。
- 9月15日、初の別会場での同時開催コンサート『AKB48グループ同時開催コンサートin横浜』を横浜アリーナおよび神奈川県民ホールで開催。『AKB48 45thシングル 選抜総選挙』においてランクインしたメンバーが横浜アリーナ「今年はランクインできました祝賀会」、圏外メンバーが神奈川県民ホール「来年こそランクインするぞ決起集会」に出演[288]。また「来年こそランクインするぞ決起集会」においては選抜総選挙の81位から100位までが「延長戦」として発表され、圏外順位を初めて公表[289]。
- 11月16日、46thシングル『ハイテンション』を発売。初週で約118万枚売り上げて27作連続ミリオンを達成[290]。
- 12月8日、16期生お披露目[291]。
- 12月31日、『第67回NHK紅白歌合戦』に紅組出場歌手として8年連続9回目の出場となり、視聴者投票企画「AKB48 夢の紅白選抜」を実施し、同企画で選ばれたAKB48グループ48名（50名）が出演した。同企画の1位には山本彩（NMB48）が選出された[292]。

## 2017年
- 1月25日、8thアルバム『サムネイル』を発売[293]。
- 2月21・22日、国立代々木競技場第一体育館で小嶋陽菜の卒業コンサート『こじまつり』を開催[294]。
- 3月15日、47thシングル『シュートサイン』を発売。初週で約102万5000枚売り上げて28作連続ミリオンを達成[295]。
- 4月8日、AKB48劇場で『3期生10周年公演』を開催[296]。
- 4月19日、29歳の誕生日にAKB48劇場で行われた卒業公演『KOJIMA FINAL COUNTDOWN 3rd 小嶋陽菜 卒業公演』をもって小嶋陽菜がAKB48を卒業し[297]、AKB48グループに昭和生まれのメンバーがいなくなった[298]。
- 5月26日、AKB48劇場で『4期生10周年公演』を開催[299]。
- 5月31日、48thシングル『願いごとの持ち腐れ』を発売。『NHK全国学校音楽コンクール』第84回の中学校の部の課題曲となっている。初週で約130万6000枚を売り上げて29作連続通算30作目のミリオンを達成。音楽CD（シングル・アルバム）総売上枚数は5000万枚を突破（5011万3000枚）し、サザンオールスターズの4897万枚を上回って歴代4位に浮上した。女性アーティストとしては浜崎あゆみの5067万5000枚に迫る歴代2位、女性グループの5000万枚突破は史上初[300]。
- 6月17日、沖縄県豊見城市中央公民館で『AKB48 49thシングル 選抜総選挙』開票イベントを開催。当初はコンサートも含め市内の豊崎海浜公園で行う予定であったが、開催直近の期間に雷雨が続いたことから、安全な開催が困難として屋外開催の中止を前日に決定[301]。
- 8月30日、49thシングル『#好きなんだ』を発売。初週で108万9288枚を売り上げて30作連続ミリオンを達成。音楽CD（シングル・アルバム）総売上枚数は5129万8000枚となり、浜崎あゆみの5067万5000枚を上回って女性アーティスト歴代1位に、全体でもB’z、Mr.Childrenに次ぐ歴代3位に浮上[302]。
- 10月31日、さいたまスーパーアリーナで『渡辺麻友卒業コンサート〜みんなの夢が叶いますように〜』を開催[303]。
- 11月22日、50thシングル『11月のアンクレット』を発売。初週で109万5000枚を売り上げて31作連続ミリオンを達成。シングル首位獲得数は通算37作目で浜崎あゆみに並び、女性アーティスト歴代1位タイに浮上[304]。
- 12月8日、AKB48劇場オープン12周年記念特別公演において、2018年春から実施される予定の新チーム体制を発表[305]。
- 12月26日、AKB48劇場で『渡辺麻友 卒業公演』を開催[306]。
- 12月31日、『第68回NHK紅白歌合戦』に紅組出場歌手として9年連続10回目の出場。渡辺麻友がAKB48を卒業。

## 2018年
- 1月24日、9thアルバム『僕たちは、あの日の夜明けを知っている』を発売。
- 3月10日、『AKB48グループ センター試験』が日本国内6都市10会場、国外3会場で実施[307]。
- 3月14日、51stシングル『ジャーバージャ』を発売。初週で111万5843枚を売り上げて32作連続ミリオンを達成。シングル首位獲得数は通算38作目となり、浜崎あゆみの通算37作を上回り、女性アーティスト部門で歴代単独1位に浮上[308]。
- 3月15日、「センター試験」におけるメンバーの成績上位100人を発表[309]。上位16人の「特別選抜」による楽曲のセンターは、成績1位の向井地美音に決定。
- 4月1日、2016年3月以来2年ぶりとなるAKB48単独コンサート『AKB48単独コンサート 〜ジャーバージャって何?〜』昼夜2公演をさいたまスーパーアリーナで開催[310][311]。
- 4月24日、株式会社レコチョクの映像配信プラットフォームを利用してAKB48グループが保有する映像作品を配信するサービス「AKB48グループ映像倉庫」を開設[312]。
- 5月30日、52ndシングル『Teacher Teacher』を発売。初日の売り上げで「僕たちは戦わない」の持つ最高記録を越える約159万1000枚の歴代売上枚数1位を記録。初週で166万1038枚を売り上げて33作連続ミリオンを達成[313]。
- 6月16日、ナゴヤドームで『AKB48 53rdシングル 世界選抜総選挙』開票イベントを開催。
- 9月19日、53rdシングル『センチメンタルトレイン』を発売。初週で144万9000枚を売り上げて34作連続ミリオンおよびシングル総売上枚数5000万枚超えを達成[314]。
- 11月28日、54thシングル『NO WAY MAN』を発売。初週で120万5000枚を売り上げて35作連続ミリオンを達成[315]。
- 12月8日、AKB48劇場13周年記念特別公演でAKB48グループ総監督の横山由依が、後継の次期総監督に向井地美音を指名[316]。
- 12月31日、『第69回NHK紅白歌合戦』に紅組出場歌手として10年連続11回目の出場。

## 2019年
- 3月13日、55thシングル『ジワるDAYS』を発売。初週で126万3000枚を売り上げて36作連続ミリオンを達成。音楽CD（シングル・アルバム）総売上6000万枚を突破[317]。
- 3月24日、『AKB48 SHOW!』（NHK）放送終了。
- 3月28日、『AKB48のオールナイトニッポン』（ニッポン放送）放送終了。
- 3月31日、横山由依がAKB48グループ総監督を退任[318]。
- 4月1日、向井地美音がAKB48グループ総監督に就任[319]。
- 4月8日、『AKB48 2029ラジオ〜10年後の君へ〜』（ニッポン放送）放送開始。
- 6月30日、「僕の夏が始まる」公演がスタート[320]。
- 7月7日、4年ぶりの単独全国ツアー『AKB48全国ツアー2019〜楽しいばかりがAKB!〜』がスタート[321]。
- 9月18日、56thシングル『サステナブル』を発売[322]。
- 9月25日、『AKBINGO!』（日本テレビ）放送終了。
- 12月8日、最後の1期生の峯岸みなみが卒業を発表[323]。
- 12月31日、『第70回NHK紅白歌合戦』に紅組出場歌手として11年連続12回目の出場。JR秋葉原駅周辺店舗リニューアル計画に伴い、「AKB48 CAFE & SHOP AKIHABARA」が閉店[324]。

## 2020年
- 1月21日、東京ドームシティホールで『AKB48 単独コンサート〜15年目の挑戦者〜』を開催[325]。この公演内で「結成15周年を迎えるAKB48の新たな挑戦」として、メンバー各自のYouTubeチャンネル開設を発表[326][動画 1]。同日開始の「ゆぅなぁもぎおんチャンネル」[注釈 10]を皮切りに、柏木由紀[動画 3]、横山由依[動画 4]、中西智代梨[動画 5]、坂口渚沙[動画 6]、倉野尾成美[動画 7] と、メンバーのYouTubeチャンネル開設が相次いだ[注釈 11]。
- 2月より新型コロナウイルス感染症の流行の影響によって握手会を延期[327]、以降、劇場公演やコンサートなどのイベントも順次中止または延期となった。
- 3月18日、57thシングル『失恋、ありがとう』を発売。
- 4月1日、運営会社がAKSから新設のDHに移った[328]。
- 4月15日、「OUC48プロジェクト」を開始[329]。
- 6月13日、劇場公演を再開[330]。無観客配信限定公演で、出演メンバーは向井地美音と岡田奈々の2名のみから順次開始[330]。
- 7月1日、配信限定のメッセージソング「離れていても」を配信リリース（MVは6月22日にYouTubeで公開）[331]。7月1日から12月31日の期間で得た収益は、新型コロナウイルス感染拡大防止のために全額寄付される[331]。
- 9月3日、191日ぶりに有観客での劇場公演を再開[332]。
- 11月16日、『第71回NHK紅白歌合戦』に落選となり、連続出場は11回でストップした。
- 12月2日、11月30日に新型コロナウイルス感染が公表されたNMB48の白間美瑠と一緒に仕事をしていたAKB48メンバー11人が、PCR検査の結果、全員陰性となったが、保健所の要請を受けて12月11日まで自宅待機で経過観察することになった[333]。12月8日に開催を予定していたAKB48劇場15周年特別記念公演は延期となった[334]。

## 2021年
- 新型コロナウイルス感染拡大による緊急事態宣言の発出に伴い、1月6日以降に予定されていた劇場公演が当面中止となり、1月22日から24日に掛けて東京ドームシティホールにおいて開催予定であった『AKB48 15th Anniversary 15時間LIVE』全7公演も中止となった[335]。
- 3月8日、劇場公演を再開[336]。
- 3月23日、トヨタ自動車のチーム8へのサポート終了に伴い公式サイトから企業名が外れる[337]。
- 3月29日、『AKB48 2029ラジオ〜10年後の君へ〜』（ニッポン放送）放送終了。
- 3度目の緊急事態宣言の発出を受け、4月25日から5月11日まで劇場公演を中止[338]。東京都への緊急事態宣言は当初の5月11日以降も継続されることになったが、政府および都が発表した新型コロナ対策の基本的対処方針改定に伴うイベント開催制限に従って劇場公演は12日から再開[339]。
- 5月22日、ぴあアリーナMMで『17LIVE presents AKB48 15th Anniversary LIVE 峯岸みなみ卒業コンサート〜桜の咲かない春はない〜』を開催[340]。
- 5月23日、同所で『17LIVE presents AKB48 15th Anniversary LIVE AKB48チーム8 全国ツアー 〜47の素敵な街へ〜ファイナル 神奈川県公演「真っ青な空を見上げて」』を開催し、47都道府県ツアーを完遂[341]。
- 同日、同所で約1年5か月振りとなる単独コンサート『17LIVE presents AKB48 15th Anniversary LIVE AKB48単独コンサート〜好きならば好きだと言おう〜』を開催[342]。
- 5月28日、1期生の峯岸みなみが卒業公演を行い[343]、29日をもってAKB48としての活動を終了した[344]。これにより結成時のメンバーは全員卒業となった。
- 7月7日、『乃木坂に、越されました〜AKB48、色々あってテレ東からの大逆襲!〜』（テレビ東京）放送開始[345]。
- 7月15日、柏木由紀が30歳の誕生日を迎え、AKB48で結成以来初めて現役で活動する30歳代のメンバーとなった。
- 8月1日、メンバー7人が新型コロナウイルスに感染したことにより、8月7日にパシフィコ横浜 国立大ホールにて開催を予定していた『AKB48フレッシュコンサート〜夏はやっぱりAKB！〜』および8日に予定していた『8月8日はエイトの日2021 横浜おしゃれ祭り』の中止を発表した[346]。
- 9月29日、58thシングル『根も葉もRumor』を発売。『乃木坂に、越されました』が放送終了。
- 12月8日、AKB48劇場16周年特別記念公演において、2022年2月から実施される予定（後に延期となる）の新チーム体制を発表[347]。
- 12月9日、AKB48劇場での『横山由依 卒業公演』をもって2代目AKB48グループ総監督の横山由依がAKB48を卒業[348]。
- 12月31日をもって公式ファンクラブ「二本柱の会」を閉会し、モバイル版公式サイトの「AKB48mobile」にサービスを一本化する[349]。

## 2022年
- 1月19日、『AKB48、最近聞いた?〜一緒になんかやってみませんか?〜』（テレビ東京）放送開始[350][注釈 12]。
- 4月3日、『AKB48 LIVE SHOW〜AKBINGO! THE FINAL サヨナラ毛利さん〜』がぴあアリーナMMで開催され、新チーム体制での公演名と公演初日が発表された[351][352]。
- 4月8日、『AKB48 サヨナラ毛利さん』（日本テレビ）放送開始[353]。
- 5月4日、17期生お披露目[354]。
- 5月18日、59thシングル『元カレです』を発売。
- 10月7日、チーム8が翌2023年4月のコンサートおよび9周年公演を以て活動を休止することが日本武道館で行われた「リベンジ！新チームお披露目コンサート」内で発表された[355]。
- 10月19日、60thシングル『久しぶりのリップグロス』を発売。
- 11月15日、第64回日本レコード大賞の各賞受賞者が発表され[356][357]、優秀作品賞に選出されず、第52回からの優秀作品賞の連続受賞歴が途絶えた。
- 12月8日、AKB48劇場で行われた「17周年特別記念公演」において、1年間で最も活躍したメンバーらをメンバー間の投票で選ぶ「AKB48アワード・メンバー・オブ・ザ・イヤー」が開催され、佐藤綺星がMVPとベストルーキー賞を受賞した[358]。

## 2023年
- 2月27日、公式YouTubeにて、約14年半にわたりシングルをリリースしてきたキングレコードを離れ、61stシングルからEMI Records（ユニバーサル ミュージック）に移籍することを発表した[359][360]。
- 4月9日、18期生お披露目[361]。
- 4月26日、61stシングル『どうしても君が好きだ』を発売[362]。
- 4月29日、『AKB48 春コンサート2023〜好きだ!と叫ぼう〜』にてチーム制とキャプテン制を休止し、正規メンバーと研究生による体制に移行することが発表された[363]。
- 4月30日に行われた『AKB48チーム8 春の総決算祭り 9年間のキセキ』をもってチーム8が活動休止となり、チーム8メンバーはそれぞれ兼任していたチームの専任となった[364]。チーム8の活動休止にともない、5月31日をもってチーム8公式サイトは更新終了および過去ページが閲覧できなくなるとされたが[365]、5月29日に6月1日以降、公式サイトの「ニュース&レポート」のみアーカイブとして当面残すことが発表された[366]。
- 9月27日、62ndシングル『アイドルなんかじゃなかったら』を発売[367]。
- 12月8日、AKB48劇場で行われた「18周年特別記念公演」において、2023年の1年間で最も活躍したメンバーらをメンバー間の投票で選ぶ「AKB48 Award Member of the Year」が開催され、小栗有以がMVPを受賞した[368]。
- 12月31日、「AKB48劇場大晦日公演〜年忘れアイドルの歌2023〜」でAKB48グループ総監督の向井地美音が、後継の次期総監督に倉野尾成美を指名[369][370]。

## 2024年
- 2月4日、研究生の16人体制による新公演「そこに未来はある」公演を開始[371]。
- 3月13日、63rdシングル『カラコンウインク』を発売[372]。
- 3月16日、向井地美音がAKB48グループ総監督を退任[373]。
- 3月17日、倉野尾成美がAKB48グループ総監督に就任[374]。19期生お披露目[374]。
- 5月10日から8月31日まで、「劇場リニューアルカウントダウン特別企画」[注釈 13]を実施[375][376]。
- 7月17日、64thシングル『恋 詰んじゃった』を発売[377]。
- 9月2日から12月7日まで、AKB48劇場の老朽化に伴い改修工事を行った[378]。
- 12月8日、約8年10か月ぶりのオリジナル新公演「ここからだ」公演が、新装されたAKB48劇場で初日を迎えた[379]。
- 12月14日、公式YouTubeサブチャンネル『AKB48 official LIVE ch』が『AKBの素を出すちゃんねる』に変更・リニューアル[380]。
- 12月20日、20期生お披露目[381][382]。
- 12月25日、10thアルバム『なんてったってAKB48』を発売[383]。

## 2025年
- 4月2日、65thシングル『まさかのConfession』を発売[384]。
- 8月13日、66thシングル『Oh my pumpkin!』を発売[385]。海外姉妹グループ所属の海外メンバーがシングル表題曲に初めて選出される[385]。